# Nkawkaw
Nkawkaw (nghĩa là "đỏ") là một thị trấn thuộc vùng Đông, Ghana. Theo thống kê năm 2013, dân số thị trấn là 61.785 người.

## Khí hậu
| Dữ liệu khí hậu của Nkawkaw             | Dữ liệu khí hậu của Nkawkaw | Dữ liệu khí hậu của Nkawkaw | Dữ liệu khí hậu của Nkawkaw | Dữ liệu khí hậu của Nkawkaw | Dữ liệu khí hậu của Nkawkaw | Dữ liệu khí hậu của Nkawkaw | Dữ liệu khí hậu của Nkawkaw | Dữ liệu khí hậu của Nkawkaw | Dữ liệu khí hậu của Nkawkaw | Dữ liệu khí hậu của Nkawkaw | Dữ liệu khí hậu của Nkawkaw | Dữ liệu khí hậu của Nkawkaw | Dữ liệu khí hậu của Nkawkaw |
| Tháng                                   | 1                           | 2                           | 3                           | 4                           | 5                           | 6                           | 7                           | 8                           | 9                           | 10                          | 11                          | 12                          | Năm                         |
| --------------------------------------- | --------------------------- | --------------------------- | --------------------------- | --------------------------- | --------------------------- | --------------------------- | --------------------------- | --------------------------- | --------------------------- | --------------------------- | --------------------------- | --------------------------- | --------------------------- |
| Trung bình ngày tối đa °C (°F)          | 39.0 (102.2)                | 36.6 (97.9)                 | 39.0 (102.2)                | 36.0 (96.8)                 | 33.0 (91.4)                 | 32.0 (89.6)                 | 31.0 (87.8)                 | 33.0 (91.4)                 | 32.0 (89.6)                 | 33.0 (91.4)                 | 39.0 (102.2)                | 33.6 (92.5)                 | 39.0 (102.2)                |
| Tối thiểu trung bình ngày °C (°F)       | 17.4 (63.3)                 | 12.7 (54.9)                 | 13.3 (55.9)                 | 9.8 (49.6)                  | 10.8 (51.4)                 | 12.5 (54.5)                 | 14.3 (57.7)                 | 13.3 (55.9)                 | 8.8 (47.8)                  | 14.6 (58.3)                 | 12.8 (55.0)                 | 13.8 (56.8)                 | 12.7 (54.9)                 |
| Lượng Giáng thủy trung bình mm (inches) | 5.1 (0.2)                   | 28 (1.1)                    | 23 (0.9)                    | 61 (2.4)                    | 51 (2.0)                    | 61 (2.4)                    | 71 (2.8)                    | 15 (0.6)                    | 25 (1.0)                    | 110 (4.2)                   | 7.6 (0.3)                   | 30 (1.2)                    | 490 (19.1)                  |
| Nguồn: Meoweather.com                   |                             |                             |                             |                             |                             |                             |                             |                             |                             |                             |                             |                             |                             |

## Giao thông
Nkawkaw nằm trên tuyến đường bộ giữa hai thành phố lớn của đất nước, Accra và Kumasi.

## Người nổi tiếng
- George Boateng, cầu thủ bóng đá
- Raphael Dwamena, cầu thủ bóng đá
- Eric Darfour Kwakye, thành viên quốc hội